# Pexopsis chapini
Pexopsis chapini är en tvåvingeart som först beskrevs av Charles Howard Curran 1927.  Pexopsis chapini ingår i släktet Pexopsis och familjen parasitflugor. Inga underarter finns listade i Catalogue of Life.